# Балмін Дмитро Анатолійович
Дмитро Анатолійович Балмін (рос. Дмитрий Анатольевич Балмин; 15 липня 1970, м. Казань, СРСР) — російський хокеїст, захисник. Майстер спорту. Помічник головного тренера «Нафтохімік» (Нижньокамськ). 
Вихованець хокейної школи СК ім. Урицького. Виступав за СК ім. Урицького, СКА (Хабаровськ), «Металург» (Сєров), «Ітіль»/«Ак Барс» (Казань), «Нафтохімік» (Нижньокамськ). 
У чемпіонатах Росії провів 712 матчів, набрав 200 (48+152) очок.
Освіта вища, у 2007 році закінчив юридичний факультет Казанського державного університету.
Досягнення
- Чемпіон Росії (1998), срібний призер (2001, 2002), бронзовий призер (2004).

Тренерська кар'єра
- Помічник головного тренера «Нафтохімік» (Нижньокамськ) (з 2011, КХЛ).